# Regione di Gbôklé
La regione di Gbôklé è una delle 31 regioni della Costa d'Avorio. Situata nel distretto di Bas-Sassandra ha per capoluogo la città di Sassandra ed è suddivisa nei due dipartimenti di Fresco e Sassandra.
La popolazione censita nel 2014 era pari a 400.798 abitanti.